# Michel Fokine
Michel Fokine, nato Michail Michajlovič Fokin (in russo Михаил Михайлович Фокин?; San Pietroburgo, 26 aprile 1880 – New York, 22 agosto 1942), è stato un ballerino e coreografo russo naturalizzato francese.

## Biografia
Figlio di commercianti, Fokine entrò alla scuola dei Balletto Imperiale di San Pietroburgo nel 1889. Fu allievo di Pavel Gerdt, Nikolaj Legat e Christian Johansson. Si unì ai Balletti russi di Sergej Djagilev nel 1909 come primo ballerino e principale coreografo restandovi fino al 1912 e dove costituì con Anna Pavlova una coppia di solisti di fama mondiale. Ritornò in Russia e vi restò per due anni per poi partecipare alla stagione londinese di Diagilev nel 1914. A causa delle preferenze di Djagilev per il ballerino e coreografo Vaclav Nižinskij, Fokine lasciò i Ballets Russes. 
Djagilev fu l'uomo che «senza essere musicista, né coreografo, né scenografo, s'incarica di porre le premesse  per la nascita del balletto moderno e dà vita al più fecondo movimento teatrale del nostro secolo». L'uomo che a Parigi ebbe tra i suoi primi collaboratori Jean Cocteau iniziando «nel campo delle arti figurative con una mostra organizzata nel 1906 e l'anno dopo presenta alcuni concerti di musica» all'Opera di Parigi. «Il 19 maggio 1909 al Théâtre du Châtelet a Parigi andavano in scena Le danze del Principe Igor di Borodin (...), si tratta di una data importante nella storia del balletto, anche se la vera e propria compagnia dei Balletti russi doveva nascere soltanto due anni dopo». Fokine vi aveva l'incarico della coreografia. Ha scritto Jacques Rivière nel 1911: «Ad un tratto rivedo Fokine con la sua schiera di arcieri. - Non c'è nulla nella musica che somigli a queste poche pagine di Borodine. Toccano quanto c'è in noi di più primitivo, ridestano in fondo l'informe immagine dell'Asia, il ricordo soffocato della grande Madre». 
Nel 1918 lasciò definitivamente la Russia, girò per l'Europa come danzatore e coreografo indipendente. Nel 1919 si stabilì a New York, dove nel 1921 aprì una sua scuola di danza.
Morì a New York il 22 agosto 1942 a causa di una doppia polmonite. In omaggio alla sua scomparsa, diciassette compagnie di balletto di tutto il mondo eseguirono Les Sylphides contemporaneamente.

## Contributo al mondo della danza
Fu un ballerino eccezionale ma soprattutto un grande e prolifico coreografo. Fin dai primi anni da studente, Fokine rigettava le convenzioni artificiali e il manierismo che avevano ormai svuotato il balletto di ogni sostanza e reso solo un mezzo per dispiegare le capacità tecniche e virtuosistiche dei ballerini. Egli ricercava un movimento più essenziale e puro e una maggiore unione tra la musica, la coreografia e la scenografia. Per questo venne considerato il primo grande coreografo del balletto classico moderno e il suo apporto ai Ballets Russes fu inestimabile.
Le sue teorie culminarono in una famosa lettera che inviò al quotidiano The Times di Londra nel 1914 in cui enunciava i cinque punti sui quali doveva poggiare il balletto classico del Novecento:
1. Creare nuovi passi che fossero corrispondenti al soggetto trattato e non passi stereotipati.
2. Il mimo e la danza dovevano servire all'azione drammatica e non essere usati come semplice divertissement all'interno di una pantomima.
3. L'uso dei gesti solo quando richiesto espressamente dallo stile del balletto.
4. Il corpo di ballo doveva essere espressivo nella sua interezza e non un semplice ornamento.
5. Unione della danza con le altre arti, a un livello paritario.

In questi cinque principi si ritrovano sia quei valori di drammaticità e teatralità raggiunti dal balletto moderno sia le basi per un contatto proficuo tra la tradizione ballettistica russa e l'arte e la letteratura, francese in particolare ed europea in generale.

## Coreografie principali
- Il cigno morente (in italiano e in francese tradotto come La morte del cigno), creato per Anna Pavlova su musica di Camille Saint-Saëns,  diventerà il cavallo di battaglia della danzatrice (1905).
- Le Pavillon d'Armide (mus. di Nikolaj Čerepnin - 1907).
- Chopiniana (in seguito nota come Les Sylphides) (mus. di Fryderyk Chopin - 1907 prima versione, 1908 rielaborazione).
- Une Nuit d’Égypte (mus. di autori vari - 1908).

## Coreografie con i Ballets Russes
Ingaggiato da Djagilev, la vena creativa di Fokine uscì completamente allo scoperto. 
Nel giro di pochi anni creò capolavori quali:
- Shéhérazade (mus. Nikolaj Rimskij-Korsakov - 1910);
- L'uccello di fuoco  (mus. Igor' Fëdorovič Stravinskij - 1910);
- Petruška (mus. Igor' Fëdorovič Stravinskij - 1911);
- Le Spectre de la rose (mus. Carl Maria von Weber - 1911).